# Sanhas (municipi del Cantal)
Sanhas (occità) o Saignes (francès) és un municipi francès al departament de Cantal i a la regió d'Alvèrnia-Roine-Alps. L'any 2007 tenia 896 habitants.

## Demografia

### Població
El 2007 la població de fet de Saignes era de 896 persones. Hi havia 401 famílies de les quals 144 eren unipersonals (56 homes vivint sols i 88 dones vivint soles), 153 parelles sense fills, 76 parelles amb fills i 28 famílies monoparentals amb fills.
La població ha evolucionat segons el següent gràfic:

### Habitatges
El 2007 hi havia 531 habitatges, 411 eren l'habitatge principal de la família, 63 eren segones residències i 57 estaven desocupats. 422 eren cases i 109 eren apartaments. Dels 411 habitatges principals, 274 estaven ocupats pels seus propietaris, 133 estaven llogats i ocupats pels llogaters i 4 estaven cedits a títol gratuït; 2 tenien una cambra, 34 en tenien dues, 69 en tenien tres, 128 en tenien quatre i 178 en tenien cinc o més. 293 habitatges disposaven pel capbaix d'una plaça de pàrquing. A 188 habitatges hi havia un automòbil i a 161 n'hi havia dos o més.

### Piràmide de població
La piràmide de població per edats i sexe el 2009 era:
| Homes | Edats   | Dones |
| ----- | ------- | ----- |
| 0     | 95 o +  | 4     |
| 0     | 90 a 94 | 12    |
| 8     | 85 a 89 | 32    |
| 8     | 80 a 84 | 16    |
| 28    | 75 a 79 | 48    |
| 28    | 70 a 74 | 20    |
| 32    | 65 a 69 | 28    |
| 40    | 60 a 64 | 44    |
| 24    | 55 a 59 | 16    |
| 24    | 50 a 54 | 44    |
| 28    | 45 a 49 | 24    |
| 36    | 40 a 44 | 40    |
| 40    | 35 a 39 | 20    |
| 44    | 30 a 34 | 20    |
| 32    | 25 a 29 | 48    |
| 24    | 20 a 24 | 24    |
| 24    | 15 a 19 | 16    |
| 16    | 10 a 14 | 28    |
| 20    | 5 a 9   | 12    |
| 24    | 0 a 4   | 24    |

## Urbanisme

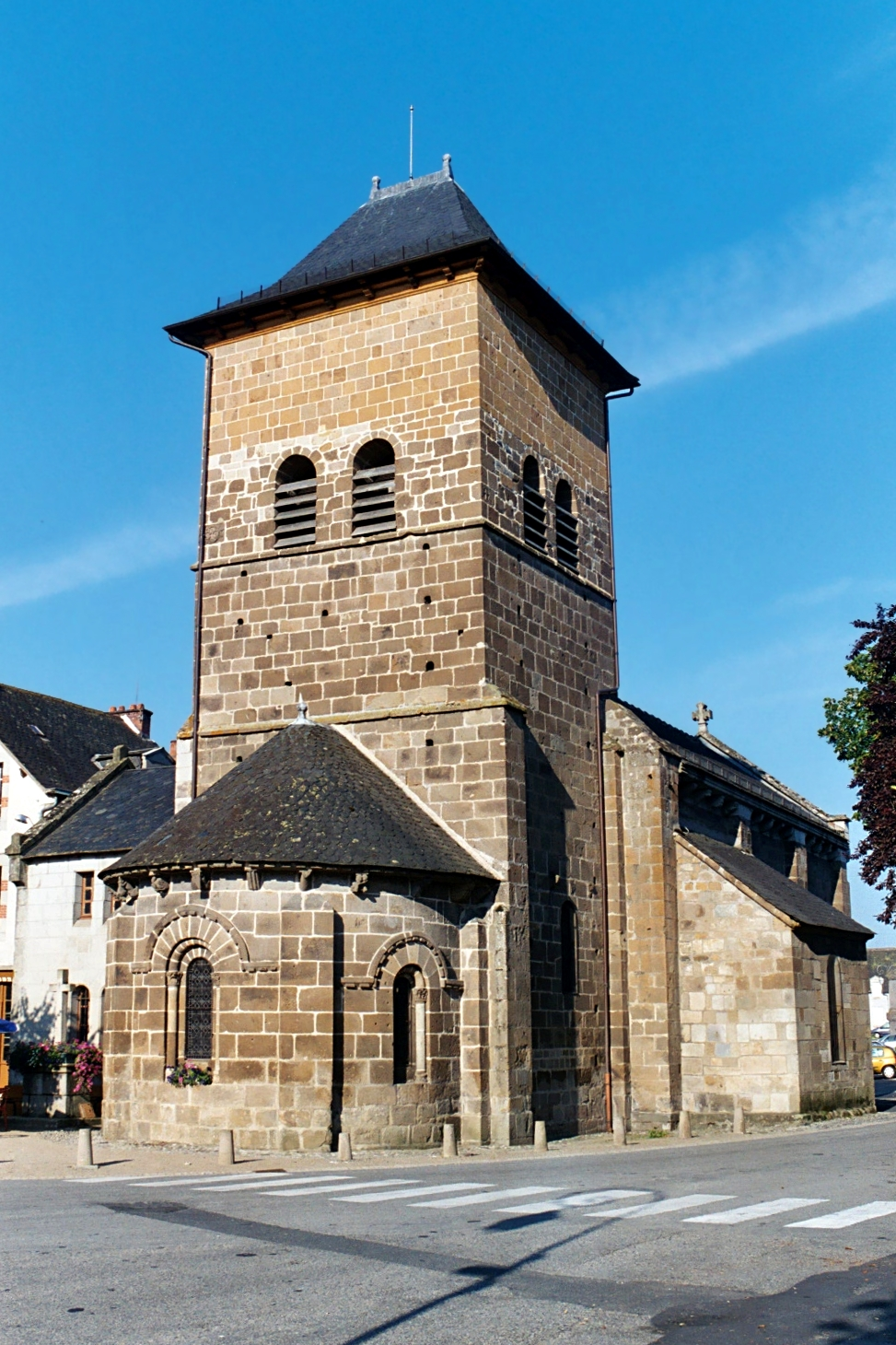
Església

A 1 de gener del 2024 Sanhas fou catalogat com un municipi rural d'hàbitat dispers fora de la unitat urbana segons la nova quadrícula de densitat municipal de 7 nivells definida per l'INSEE l'any 2022. A més, el municipi forma part de la zona d'atracció de Bort-les-Orgues, del qual és un municipi suburbà, Aquesta zona, que inclou 11 communes, està catalogada com una àrea de menys de 50.000 habitants

### Ús del sòl
L'ús del sòl del municipi, tal com es mostra a la base de dades biofísica europea d'usos del sòl Corine Land Cover (CLC), està marcat per la importància dels territoris agrícoles (65,9). % el 2018), una baixada respecte al 1990 (68,8 %). La distribució detallada de l'any 2018 és la següent: prats (50,7 %), boscos (23,1 %), zones agrícoles heterogènies (15,2 %), zones urbanitzades (11,1 %). L'evolució de l'ús del sòl al municipi i les seves infraestructures es pot observar en les diferents representacions cartogràfiques del territori : el mapa Cassini (segle XVIII), el mapa de l'estat major (1820-1866) i els mapes de l'IGN o fotografies aèries del període actual (des del 1950).

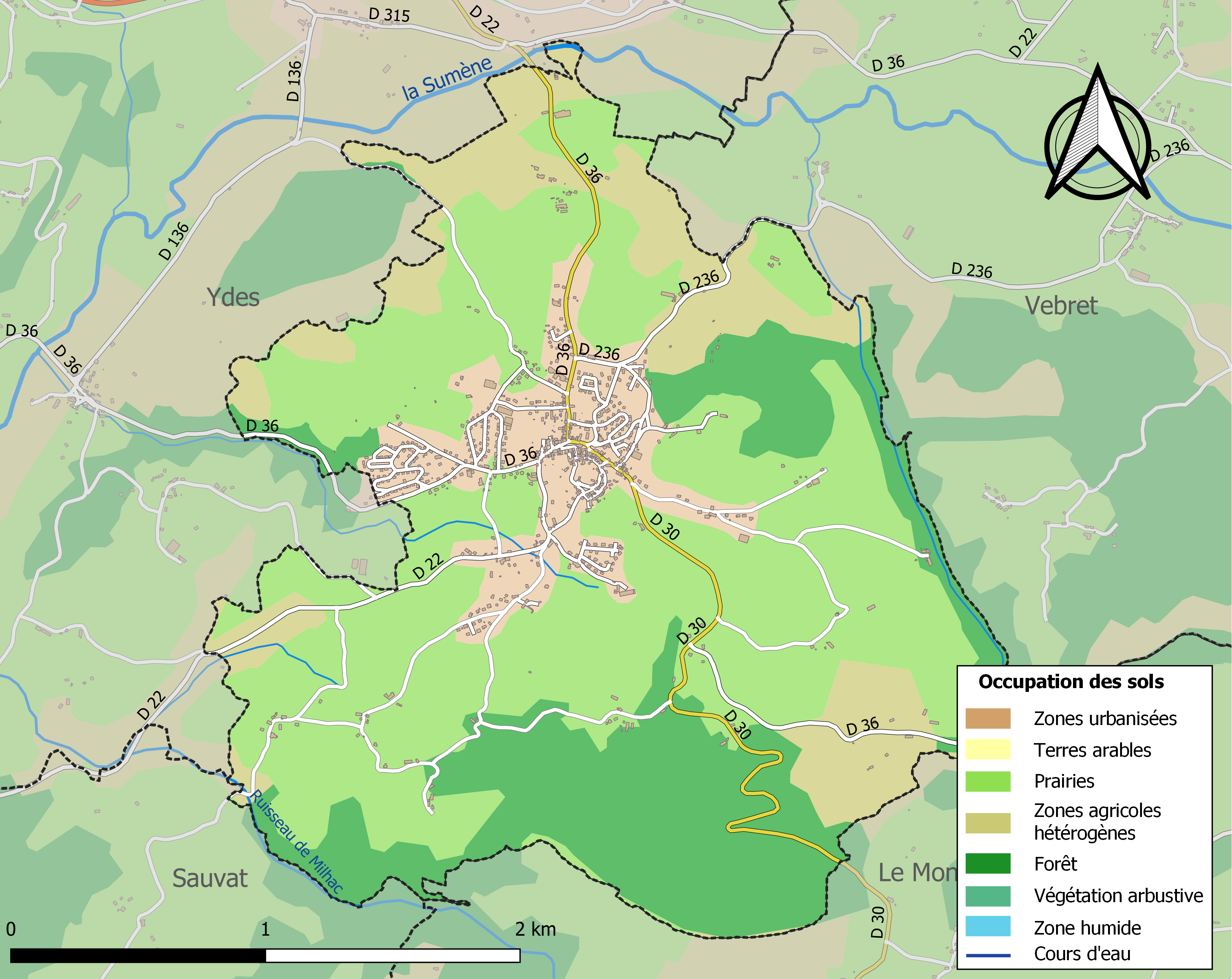
Mapa d'infraestructures i usos del sòl al municipi l'any 2018 (CLC).

### Habitatge i allotjament
El 2018 al municipi hi havia 564 habitatges, mentre que al 2013 eren 556 i el 2008 de 531.
D'aquests habitatges el 73,9 % eren habitatges principals,  el 10,9 % segones residències i el 15,2 % habitatges buits. D'aquests habitatges el 80,2 % eren cases aïllades i un 19,6 % apartaments.
La següent taula permet comparar els tipus d'habitatges a Saignes l'any 2018 en comparació amb la del Cantal i el conjunt de França. Una característica destacada del parc d'habitatges és, doncs, la proporció de segones residències i allotjament ocasional (10,9 %) inferior a la del departament (20,4 %) però superior a la del conjunt de França (9,7 %). Pel que fa a l'ocupació d'aquests habitatges, el 68,8 % dels habitants del municipi són propietaris del seu habitatge (66,9 % el 2013), enfront del 70,4 % per Cantal i 57,5 per a tota França.
| Tipologia                                              | Sagnat | Cantal | França sencera |
| ------------------------------------------------------ | ------ | ------ | -------------- |
| Residències principals (en %)                          | 73,9   | 67,7   | 82,1           |
| Residències secundàries i allotjament ocasional (en %) | 10,9   | 20.4   | 9,7            |
| Habitatge buit (en %)                                  | 15,2   | 11,9   | 8,2            |

## Economia

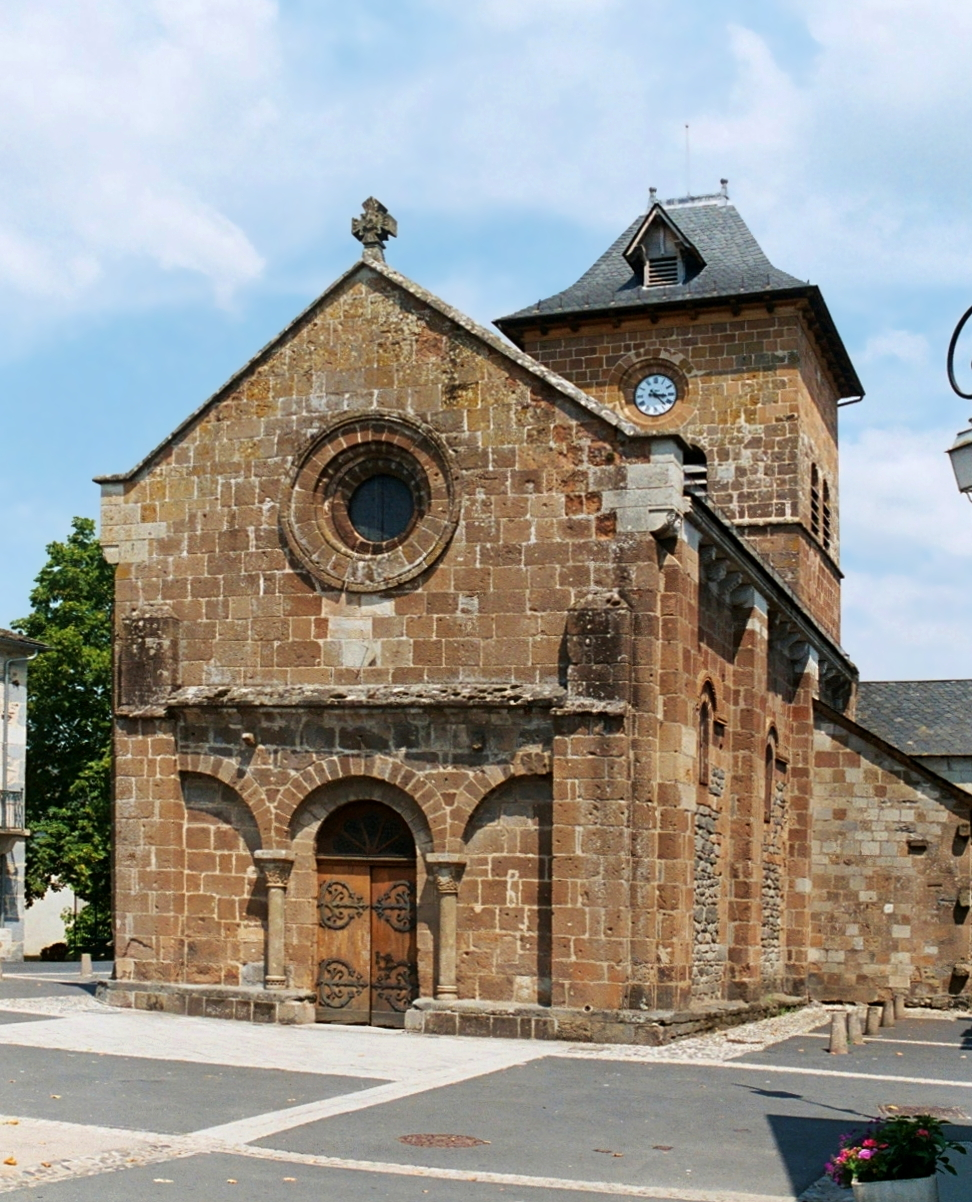
Església de Santa Creu

El 2007 la població en edat de treballar era de 507 persones, 348 eren actives i 159 eren inactives. De les 348 persones actives 317 estaven ocupades (169 homes i 148 dones) i 31 estaven aturades (13 homes i 18 dones). De les 159 persones inactives 76 estaven jubilades, 28 estaven estudiant i 55 estaven classificades com a «altres inactius».

### Ingressos
El 2009 a Saignes hi havia 411 unitats fiscals que integraven 834 persones, la mediana anual d'ingressos fiscals per persona era de 16.311 €.

### Activitats econòmiques

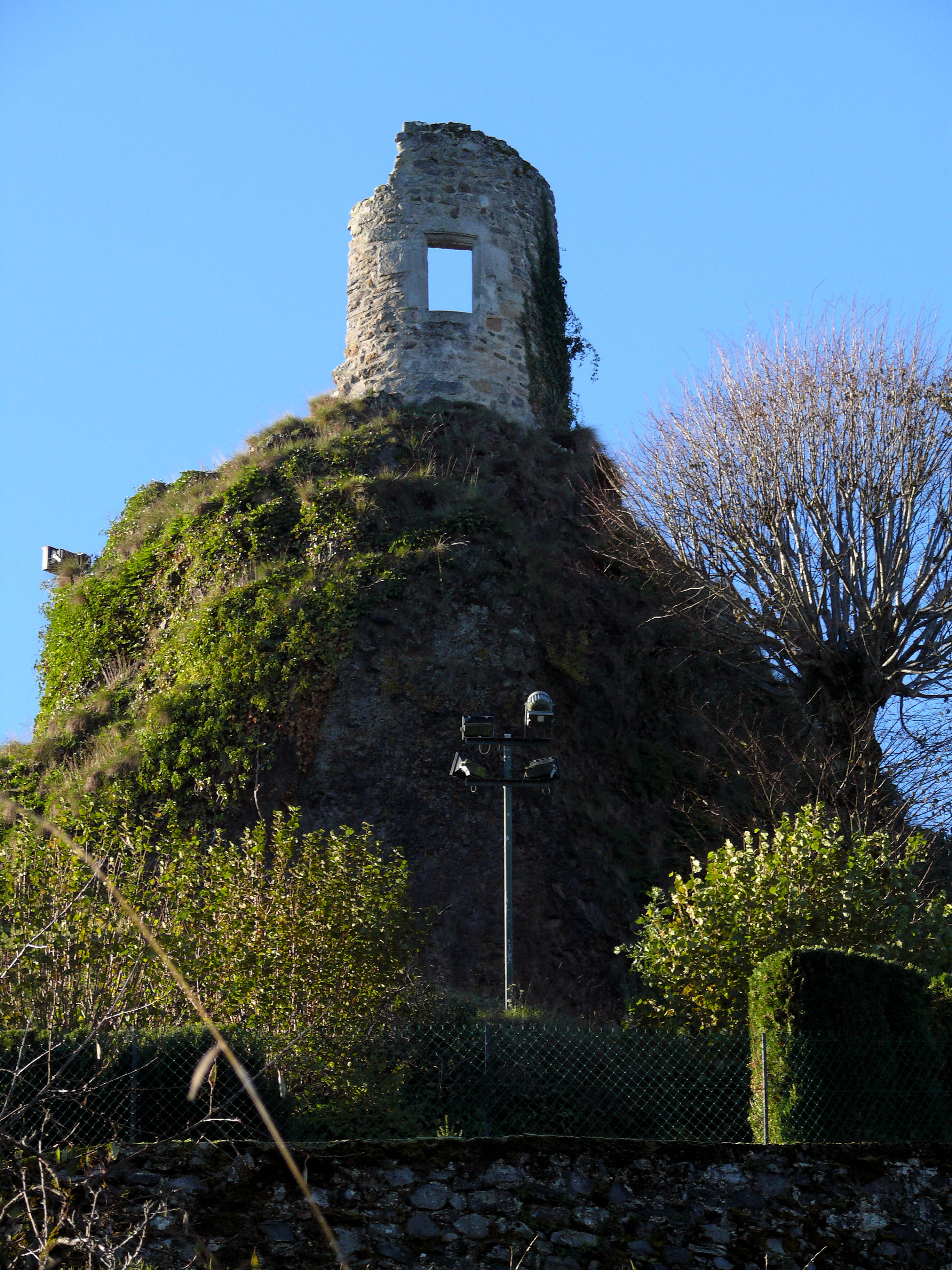
Restes del Castell

Dels 57 establiments que hi havia el 2007, 1 era d'una empresa alimentària, 1 d'una empresa de fabricació de material elèctric, 10 d'empreses de construcció, 11 d'empreses de comerç i reparació d'automòbils, 4 d'empreses de transport, 4 d'empreses d'hostatgeria i restauració, 3 d'empreses financeres, 1 d'una empresa immobiliària, 8 d'empreses de serveis, 9 d'entitats de l'administració pública i 5 d'empreses classificades com a «altres activitats de serveis».
Dels 22 establiments de servei als particulars que hi havia el 2009, 1 era una oficina d'administració d'Hisenda pública, 1 oficina de correu, 2 oficines bancàries, 2 tallers de reparació d'automòbils i de material agrícola, 1 autoescola, 2 guixaires pintors, 3 fusteries, 2 lampisteries, 2 electricistes, 3 perruqueries, 1 veterinari, 1 restaurant i 1 saló de bellesa.
Dels 8 establiments comercials que hi havia el 2009, 3 eren botiges de menys de 120 m², 1 una fleca, 1 una carnisseria, 1 una llibreria, 1 una botiga de roba i 1 un drogueria.
L'any 2000 a Saignes hi havia 10 explotacions agrícoles.

## Equipaments sanitaris i escolars
El 2009 hi havia una farmàcia, una ambulància i una escola elemental.

## Poblacions properes
El següent diagrama mostra les poblacions més properes.